# Episodi di Rescue Me (prima stagione)
La prima stagione della serie televisiva Rescue Me, composta da 13 episodi, è stata trasmessa sul canale statunitense FX dal 21 luglio al 13 ottobre 2004. 
In Italia è andata in onda su AXN, canale di Sky, dal 12 marzo al 23 aprile 2008; in chiaro è stata trasmessa su Italia 1 dall'8 dicembre 2008 al 2 gennaio 2009 in orario notturno.
| nº | Titolo originale | Titolo italiano             | Prima TV USA      | Prima TV Italia |
| -- | ---------------- | --------------------------- | ----------------- | --------------- |
| 1  | Guts             | Ode agli eroi               | 21 luglio 2004    | 12 marzo 2008   |
| 2  | Gay              | Gay                         | 28 luglio 2004    | 12 marzo 2008   |
| 3  | Kansas           | Kansas                      | 4 agosto 2004     | 19 marzo 2008   |
| 4  | DNA              | DNA                         | 11 agosto 2004    | 19 marzo 2008   |
| 5  | Orphans          | Orfani                      | 18 agosto 2004    | 26 marzo 2008   |
| 6  | Revenge          | Vendetta                    | 25 agosto 2004    | 26 marzo 2008   |
| 7  | Butterfly        | La farfalla                 | 1º settembre 2004 | 2 aprile 2008   |
| 8  | Inches           | Una questione di centimetri | 8 settembre 2004  | 2 aprile 2008   |
| 9  | Alarm            | Allarme                     | 15 settembre 2004 | 9 aprile 2008   |
| 10 | Immortal         | Immortale                   | 22 settembre 2004 | 9 aprile 2008   |
| 11 | Mom              | Mamma                       | 29 settembre 2004 | 16 aprile 2008  |
| 12 | Leaving          | Partire                     | 6 ottobre 2004    | 16 aprile 2008  |
| 13 | Sanctuary        | Santuario                   | 13 ottobre 2004   | 23 aprile 2008  |

## Ode agli eroi
- Titolo originale: Guts
- Diretto da: Peter Tolan
- Scritto da: Peter Tolan e Denis Leary

### Trama
La vita di Tommy Gavin , un vigile del fuoco di New York, è piena di fantasmi, sia in senso letterale che figurato: infatti, mentre affronta ogni giorno la sfida di salvare vite dai pericoli del fuoco, le memorie di colleghi che hanno perso la vita in azione e dei civili che non è riuscito a salvare non cessano di tormentarlo.
Tommy presiede a una commemorazione dei quattro vigili della sua squadra che hanno perso la vita negli attentati dell'11 settembre 2001, incluso suo cugino e migliore amico Jimmy Keefe: quest'ultimo, in particolare, gli appare spesso sotto forma di visione. Tornato in caserma, Tommy inizia un nuovo turno; alla squadra 62, comandata dal capo anziano Jerry Reilly, si aggiunge la nuova recluta Mike Silletti che, in quanto nuovo arrivato, viene subito preso di mira dagli scherzi dei compagni, tra cui Franco Rivera, Sean Garrity e Billy Warren: i ragazzi lo convincono a lasciare sulla scrivania di Perolli, il capo della caserma, campioni di feci e urine da analizzare, prassi necessaria dopo una fantomatica epidemia di Epatite.
A complicare ulteriormente la vita di Tommy è la recente separazione dalla moglie Janet, che si è trasferita nella casa sull'altro lato della strada assieme ai loro tre figli: anche a causa delle angosce che Tommy non riesce a superare dal giorno del disastro, i due litigano continuamente, specialmente ora che lei ha iniziato a frequentare un altro uomo, Roger; nonostante l'amarezza e la rabbia che prova continuamente, Tommy vorrebbe rimettere insieme la sua famiglia e inizia tenere d'occhio il "nuovo arrivato" e a meditare su come evitare che la moglie lo lasci definitivamente e gli porti via i figli.
Alla fine di un salvataggio, Sean, Billy e Franco credono di vedere una bambina lanciarsi da una finestra per sfuggire alle fiamme, che in realtà si rivela una bambola: uno scherzo di cattivo gusto di Tommy.
Dopo la fine del turno, una psicoterapeuta, mandata dalla direzione dei Vigili, arriva in caserma per offrire assistenza ai membri della squadra, che, per orgoglio, rifiutano di parlarle: Tommy coglie l'occasione per sfogare l'amarezza repressa e le racconta delle persone che ha perso o che non è riuscito a salvare anche prima di Ground Zero, ma resta comunque carico di risentimento.
Intanto, ognuno reagisce a suo modo al trauma delle Torri Gemelle: il tenente Kenneth "Lou" Shea, collega di vecchia data di Tommy, su consiglio di uno psicoterapista, inizia a scrivere poesie per esprimere i suoi sentimenti riguardo al disastro.
Tentando di sfogare il rancore, Tommy si mette a bere sulla spiaggia: quando se ne va, i fantasmi di colleghi e vittime, che sono sempre con lui, lo seguono.
Alla fine, Perolli beve dalla tazza di caffè sulla sua scrivania, scoprendo disgustato che contiene urina - il contenitore fornito a Mike dai ragazzi - e la busta di feci con nome e cognome della nuova recluta.
- Guest star: Julie White (Dr. Goldberg), Michael Mulheren (Capo Perolli), Denis Leary (Tommy Gavin), Jack McGee) (Jerry Reilly), Daniel Sunjata (Franco Rivera), Steven Pasquale (Sean Garrity), Andrea Roth (Janet)
- Altri interpreti: Jay Potter (Roger), Natalie Distler (Colleen Gavin), Trevor Heins (Connor Gavin), Olivia Crocicchia (Katy Gavin), Ed Sullivan (Billy Warren), Mike Lombardi (Mike Silletti)

## Gay
- Titolo originale: Gay
- Diretto da: John Fortenberry
- Scritto da: Peter Tolan e Denis Leary

### Trama
- Guest star: Dean Winters (Johnny Gavin), Callie Thorne (Sheila Keefe), Ed Sullivan (Billy Warren).
- Altri interpreti: Jay Potter (Roger), Michael Zegen (Damian Keefe), Jimmy Burke (Andrew), Joe Murphy (Vinny).